# Vrij Syrisch Leger
Het Vrije Syrische Leger (Arabisch: الجيش السوري الحر, al-Ǧaiš as-Sūrī al-Ḥurr) is een leger dat tijdens de opstand in Syrië van 2011-2012 werd opgericht door de gedeserteerde kolonel Riad al-Asaad, die naar Turkije was gevlucht. Op 29 juli 2011 verklaarde Al-Asaad via YouTube dat hij en andere militairen de wapens op zouden nemen tegen het Syrische bewind van president Bashar al-Assad, met het doel om demonstranten te beschermen tegen het regeringsleger.
Terwijl de internationale gemeenschap slechts Jabhat al-Nusra als terroristische organisatie beschouwt, wordt het gehele Vrije Syrische Leger door de Syrische regering van president Assad alsook door de Volksrepubliek China, Venezuela, Brazilië en Rusland beschouwd als een terroristische organisatie. De Verenigde Staten, Europese Unie en Saoedi-Arabië beschouwen hen echter als rebellen in de opstand tegen een alleenheerser.

## Tekenen van verzet
Al voor 29 juni 2011 waren er in Syrië tekenen dat de opstand tegen Assad niet bloedeloos verliep. Gewapende demonstranten en militairen die overliepen naar de oppositie bevochten elkaar reeds toen in de straten van onder andere Homs, Daraa en al-Rastan.
Reeds voor de officiële aankondiging van de oprichting van het Vrije Syrische Leger waren er tekenen dat er op sommige plekken in Syrië gevochten werd tussen regering en oppositie. Vooral in de steden Homs en Daraa, waar de protesten vanaf het begin een vrij massaal karakter kenden, werd gevochten. Vermoedelijk was dit het geval omdat regeringstroepen die naar deze steden werden gezonden om de demonstraties neer te slaan, weigerden op burgers te schieten en deserteerden. In de begindagen van het Vrije Syrische Leger waren de deserteurs vooral bezig om demonstranten te beschermen, soldaten van het regeringsleger in hinderlagen te lokken en zich te verbergen voor de geheime dienst van president Assad. Van een georganiseerd oppositieleger was nauwelijks sprake, en ook de Syrische Nationale Raad erkende het Vrije Syrische Leger niet als haar gewapende militie in Syrië.

## Blokkades, belegeringen en hinderlagen
Vanaf september 2011 namen de acties van het Vrije Syrische Leger toe. In veel steden braken gevechten uit tussen het leger en de rebellen. In de noordelijke provincie Idlib was voor het eerst sprake van door de oppositie bestuurd grondgebied.
Begin september trokken regeringstroepen op naar de stad al-Rastan, ten noorden van Homs, die volgens berichten al meer dan een week in handen van de oppositie was. Zeven dagen werd er gevochten in de straten van de stad, waarbij het Vrije Syrische Leger naar eigen zeggen 17 tanks vernietigde. Uiteindelijk moest het VSL zich echter terugtrekken onder druk van het regeringsleger. Terwijl de strijd om al-Rastan woedde, nam de invloed van de VSL in andere delen van het land toe. In Homs vielen verschillende wijken in handen van het Vrije Syrische Leger, en er werden controleposten opgezet in de straten. Aan de Turkse grens namen gedeserteerde militairen een groot deel van de bergachtige Jabal-al-Zawiya over. Er waren ook meldingen van vuurgevechten en doden in Daraa, Zabadani, Douma, Hama, Latakia, Deir ez-Zor en Sadq. In Damascus zelf viel het VSL een luchtmachtbasis aan en beschoot een aantal gebouwen in het centrum met granaten.

## Offensieve operaties

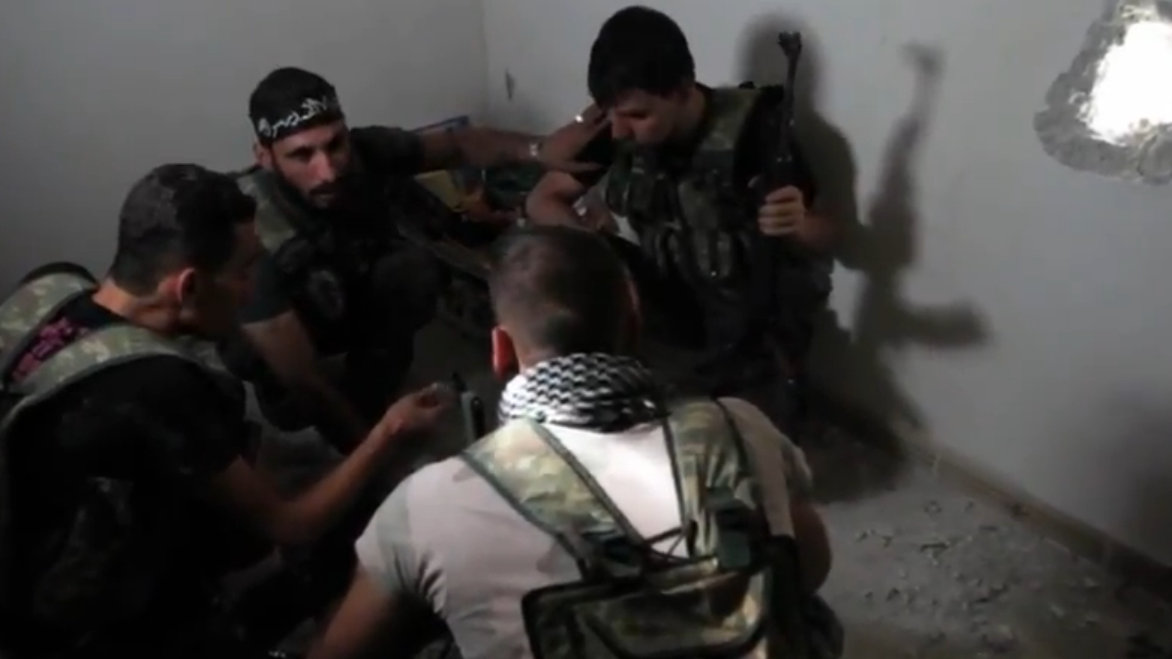
Vergaderende VSL-leden

Vanaf januari 2012 ging het Vrije Syrische Leger op verschillende plekken in het offensief. De steden Zabadani, Douma, Homs (grotendeels) en Daraa vielen in handen van de gewapende oppositie. De Syrische strijdkrachten van Assad zet echter steeds zwaardere wapens in. Tegen november 2012 was de stad Homs weer vrijwel geheel in handen van de Syrische strijdkrachten.
Vanaf  januari 2012 kreeg de strijd meer het karakter van straatgevechten in de grote steden. Grote delen van Homs (waaronder de wijken Bab-Amr, Al-Quasr en Inshaat) vielen in handen van het Vrije Syrische Leger, dat ondanks zijn lichte bewapening, de troepen van Assad buiten wist te houden. Op de grens met Libanon bevestigden nieuwsmannen van BBC en CNN dat de stad Zabadani in handen van het VSL was. In het noorden controleerden de gedeserteerde militairen delen van de provincie Idlib, waaronder het platteland rondom de stad Idlib zelf. Rondom Damascus nam de activiteit van het Vrije Syrische Leger ook toe: de voorstad Douma viel in handen, en gevechten braken uit in de buitenwijken Saqba en Harasta. Het Syrische leger zette uiteindelijk ruim 2000 militairen in om deze steden te heroveren, en het VSL moest zich terugtrekken uit Douma. In Homs begon het regeringsleger begin februari met het beschieten van de stadswijken, terwijl Zabadani door tanks en gevechtsvoertuigen werd omsingeld en beschoten.
Ook vielen delen van Aleppo in handen van het Vrije Syrische Leger, waaronder delen van de wijken Salaheddine en Hanano. Deze gingen echter bij een tegenoffensief van het Syrische regeringsleger weer verloren. Het VSL controleert nog grote wijken van centraal, zuidelijk en noordoostelijk Aleppo geheel of gedeeltelijk. De rebellen vechten ook tegen de regeringstroepen in het stadscentrum.

## Uiteenvallen
Van een georganiseerd Vrij Syrisch Leger was in de loop van 2012 echter steeds minder sprake. VSL is een verzamelnaam geworden van een groot aantal brigades en milities, die ideologieën aanhangen van gematigd tot extreem Islamitisch. Een voorbeeld van de laatste is de Jabhat al-Nusra, dat buiten elke militaire hiërarchie valt en eigenmachtig de Sharia ofwel het standrecht toepast. Van tijd tot tijd werden wel gezamenlijke acties ondernomen of zelfs overkoepelende samenwerkingsverbanden opgezet, maar deze samenwerking was meestal van korte duur.
Nadat gewapende steun van westerse landen uitbleef, liepen vele strijders van het Vrije Syrische Leger in de loop van 2012 en 2013 over naar al-Nusra en de Islamitische Staat, die de leidende rol in de oppositie tegen president Assad overnamen. Er bleven her en der over het land verspreidde pockets over, die in de loop van 2017 en 2018 bijna allemaal door de Syrische regering werden heroverd, met uitzondering van de regio-Idlib en groepen die zich in het noorden met Turkse steun staande hielden. Ook in Aleppo kon het VSL zich niet staande houden; in 2016 wist de regering deze stad volledig te heroveren. De regering gebruikte de regio-Idlib als 'afvoerputje' van de opstand; wanneer een groep zich overgaf kregen de strijders en hun gezinnen vervoer naar Idlib aangeboden. Het gevolg was dat Idlib volstroomde met Vrij Syrische Legerrebellen van allerlei pluimage, die ook hier regelmatig met elkaar en met Tahrir al-Sham (een fusiegroep van verscheidene jihadistische groeperingen) slaags raakten.
Mensenrechtenorganisaties beschuldigen naast Assad, Al-Nusra en de Islamitische Staat, ook de nog overgebleven VSL-strijdgroepen van grootschalige mensenrechtenschendingen, nu geen van de oorlogvoerende partijen zich veel van de humanitaire noden lijkt aan te trekken.
Turkije steunt groepen binnen het Vrije Syrische Leger in Noord-Syrië en gebruikt deze als tegengewicht tegen de Koerdische milities aldaar. Met Turkse steun hebben VSL-eenheden de regio-Jarabulus veroverd op de Islamitische Staat in augustus 2016. In februari-maart 2017 volgde een offensief tegen de regio-Afrin die door Rojava bezet gehouden was. Overigens betreft het hier ook weer een pro-Turkse fractie binnen het VSL waarbij andere VSL eenheden niet met de Turken of deze fractie samenwerken.
Op 1 januari 2019 begon Tahrir al-Sham een grootschalig offensief tegen de in de regio-Idlib aanwezige VSL groepen. Tahrir al-Sham was er al eerder in geslaagd de verscheidene pockets te omsingelen en kon ze nu eenvoudigweg opruimen. Op 9 januari gaven alle VSL eenheden in de regio-Idlib zich over, waardoor deze hele regio derhalve onder controle van Tahrir al-Sham kwam.

## Strijdgroepen binnen het Vrije Syrische Leger
Het Vrije Syrische Leger is verdeeld in tientallen strijdgroepen die soms met elkaar optrekken, en soms elkaar bestrijden. Hieronder volgt een zo volledig mogelijke lijst van strijdgroepen die formeel tot het Vrije Syrische Leger behoren:
- Liwa Thuwar al-Raqqa
- Jaish al-Tahrir
- Liwa Ahfad Saladin
- Jaysh al-Thuwar
- Liwa Suqour al-Jabal
- Shams al-Shamal
- 101ste Infanteriedivisie
- Noordelijke Divisie
- 13de Divisie
- Eerste Kustdivisie
- Jaysh al-Nasr
- Al-Rahman Legioen
- Zuidelijke Front
- Liwa Usud al-Sharqiya
- Liwa al-Hamza
- Liwa al-Mutassem Brigade
- Sultan Murad Divisie
- Fatah Halab
- Levantijnse Front
- Nieuwe Syrische Leger